# 216
El 216 (CCXVI) fou un any de traspàs començat en dilluns del calendari julià.

## Esdeveniments
- Es completa la basílica de Leptis Magna.
- Auge del culte a Mitra entre les legions romanes a Asia.[1]